# Filip Florian
Filip Florian (geboren 16. Mai 1968 in Bukarest) ist ein rumänischer Schriftsteller.

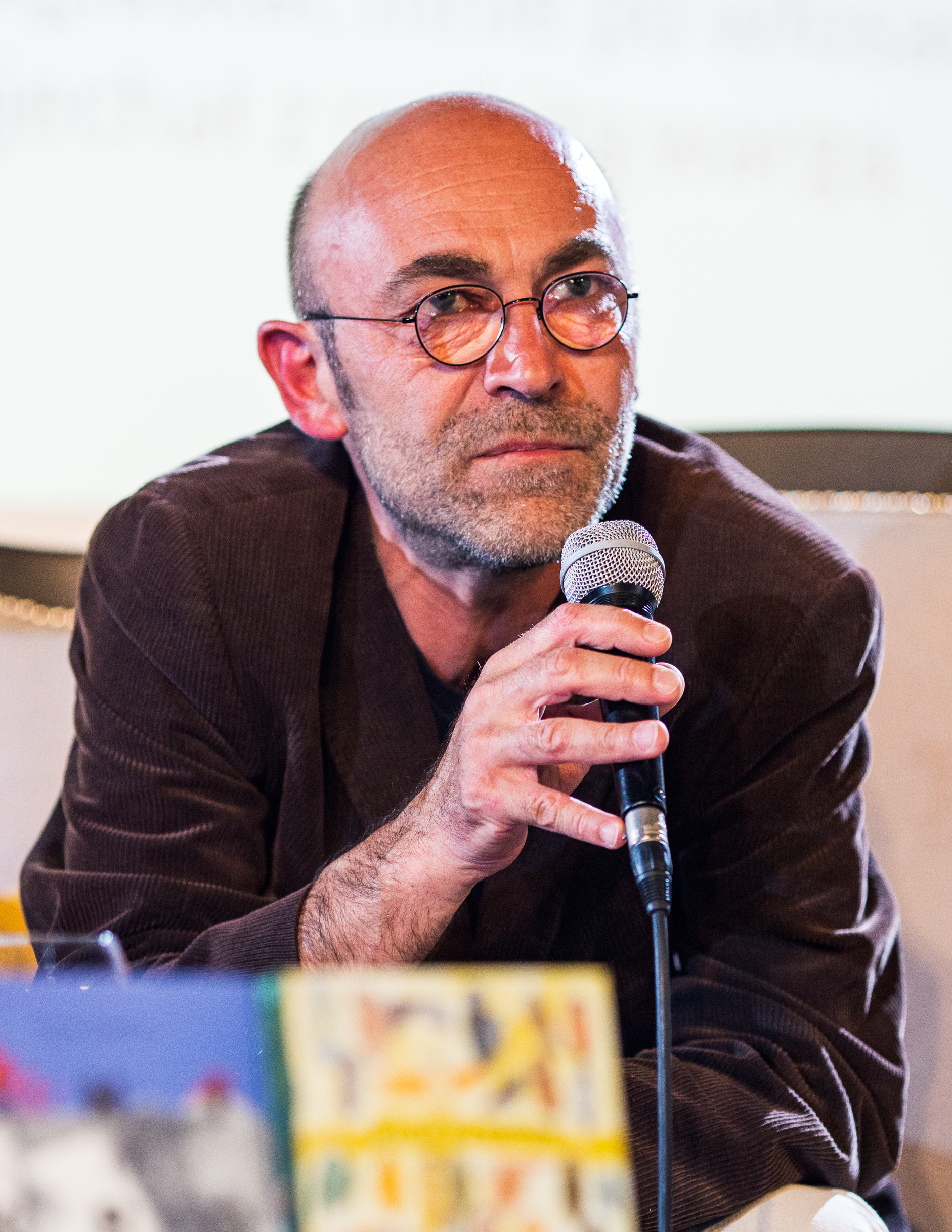
Filip Florian, 2019

## Leben
Filip Florian studierte Geologie und Geophysik. Er arbeitete als Journalist für die Zeitschrift Cuvintul, von 1992 bis 1995 für Radio Freies Europa (RFE) und von 1995 bis 1999 als Korrespondent für die Deutsche Welle.
Er verbrachte fünf Jahre im karpatischen Gebirgsort Sinaia, wo er seinen ersten Roman Degete mici schrieb. Mit seinem Bruder Matei verfasste er 2006 die Jugenderinnerungen Băiuțeii.
Florian war 2010 Teilnehmer des Internationalen Literaturfestivals Berlin.

## Werke
- Degete mici. Editura Polirom, 2005
  - Kleine Finger: Roman. Übersetzung Georg Aescht, Suhrkamp, Frankfurt am Main 2008.
- mit Matei Florian: Băiuțeii. Editura Polirom, 2006
- Zilele regelui. Editura Polirom, 2008
- Toate bufniţele. Editura Polirom, 2013
  - Alle Eulen. Roman. Übersetzung Georg Aescht. Matthes & Seitz, Berlin 2016.